# Willy Schlieker
Willy H. Schlieker (* 28. Januar 1914 in Hamburg; † 12. Juli 1980 in Ramsau bei Berchtesgaden) war ein deutscher Unternehmer.

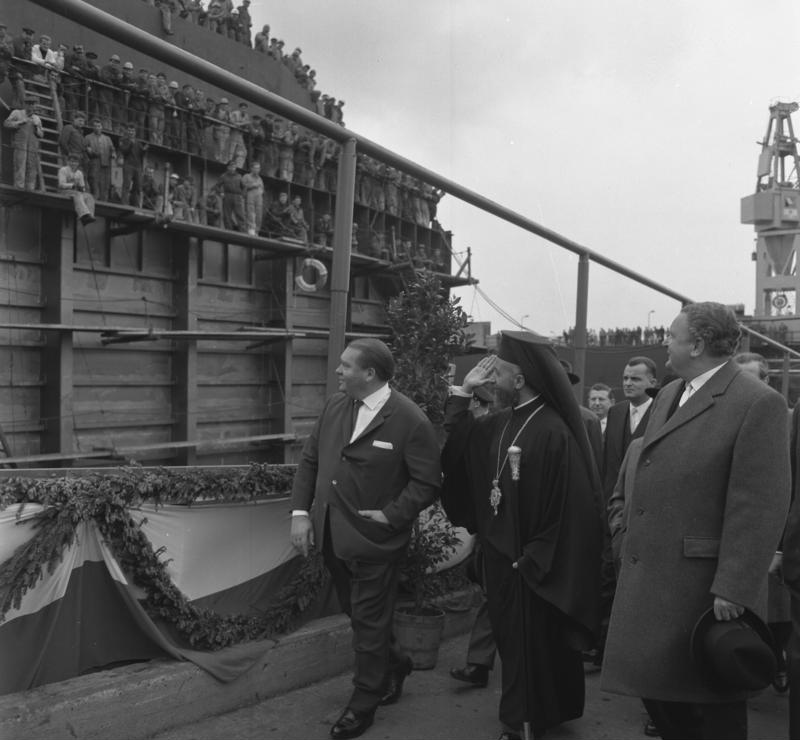
Besichtigung der Schlieker-Werft bei einem Staatsbesuch von Erzbischof Makarios III. (Mitte) in Hamburg 1962; links Willy Schlieker

## Leben
Schlieker wurde als Sohn eines Hamburger Werftarbeiters und Kesselschmieds geboren und wurde schon früh Kommunist. Er ging einige Jahre vor dem Abitur, wohl aus Armut, von der Schule ab, tauchte aber im Februar 1933 dort in SS-Uniform wieder auf und hielt dreiste Reden. Er sammelte in den 1930er Jahren als Handelsvertreter Auslandserfahrung auf Haiti und dem Balkan. Danach arbeitete er als Abteilungsleiter für den Stahlsektor im Reichsministerium für Bewaffnung und Munition von Albert Speer. Er trat 1942 der NSDAP bei (Mitgliedsnummer 8.759.242).
1946 beriet er die Briten beim industriellen Wiederaufbau in Deutschland. Mit dem Kauf eines Anteils an des ehemaligen schlesischen Großhandelshauses Otto H. Krause zusammen mit Franz H. Kirchfeld begann 1948 sein Aufstieg. Kirchfeld gründete jedoch bereits in den 1950er Jahren ein eigenes Unternehmen und schied aus dem gemeinsamen Großhandel aus.
Schlieker kaufte das Walzwerk Neviges und baute als erster eine Elektroblechfertigung nach dem von ihm entwickelten Dimax-Verfahren auf, das eine Bandfertigung von nahtgeschweißten Elektroblechen ermöglichte. Da er frühzeitig die Gunst der Stunde, das „Kohle-Eisen-Geschäft“ erkannte und nutzte, gelang es ihm, einen eigenen Konzern aus Eisenverarbeitung, Eisenhandel und zeitweise 15 Werften aufzubauen, in denen Erzfrachter, Öltanker und Marinebegleitschiffe gebaut wurden. Er zahlte neben anderen ehemaligen Mitarbeitern Speers in einen von Rudolf Wolters 1948 eingerichteten Fonds ein, der mit einem Gesamtvolumen 150.000 DM Speers Familie bis zu dessen Haftentlassung 1966 unterstützte.
Unter dem Dach der Willy H. Schlieker KG (Hamburg / Düsseldorf) entstand so ein Konzern mit 25 Tochtergesellschaften, der bis zu 7000 Mitarbeiter beschäftigte. Diesen krönte er 1952 durch die Übernahme der Ottensener Eisenwerke, die aus einer Gießerei und einer Werft bestanden, in der sein Vater einst als Kesselschmied gearbeitet hatte. Schlieker baute sie zu einer der modernsten Werften, der Schlieker-Werft um, in der auch kleine Kriegsschiffe gebaut wurden.
Schlieker gehörte zu den „Wirtschaftswunderknaben“, die wie Max Grundig, Gustav Schickedanz, Josef Neckermann und Carl F. W. Borgward untrennbar zum Mythos vom deutschen Wirtschaftswunder gehörten. 1961 erreichte seine Unternehmensgruppe einen Jahresumsatz von 200 Mio. US-Dollar. In feinen Hamburger Kreisen, aber auch in der Stahl- und Werftenbranche an Ruhr und Saar galt Schlieker als Außenseiter und neureicher Emporkömmling, der nur über eine geringe Eigenkapitaldecke verfügte und dem die Banken 1962, als Schlieker in eine Liquiditätskrise geriet, sofort seine gesamte Kreditlinie entzogen und ihn aufforderten, seine Kredite glattzustellen, woraufhin Schlieker nichts anderes übrig blieb, als Konkurs anzumelden.
Schlieker lebte danach in dem Jagdhaus seiner Frau in Ramsau bei Berchtesgaden. Er war noch als Unternehmensberater tätig, saß im Aufsichtsrat des Flugzeugbauers Dornier und widmete sich dem Aufbau des Ramsauer Skigebiets „Hochschwarzeck“.
Beerdigt wurde er auf dem Ramsauer Bergfriedhof – während seiner Beerdigung starb auf dem Friedhof der als Trauergast geladene ehemalige Landrat Karl Theodor Jacob.